# Carien Kleibeuker
Carien Kleibeuker est une patineuse de vitesse néerlandaise née le 12 mars 1978 à Rotterdam. Elle a remporté la médaille de bronze de l'épreuve du 5 000 mètres aux Jeux olympiques d'hiver de 2014 à Sotchi.

## Palmarès

### Jeux Olympiques
Jeux olympiques d'hiver de 2014:  Médaille de bronze aux 5 000 mètres

### Championnats du monde simple distance
Médaille d'argent aux 5 000 mètres en 2016

### Coupe du monde
Médaille d'argent au Mass Start course 4 en 2015

### Championnats nationaux
- Médaille d'argent aux Championnats Néerlandais simple distance en 2019 aux 5 000 mètres
- Médaille d'argent aux Championnats Néerlandais simple distance en 2018 aux 5 000 mètres

- Médaille d'or aux Championnats Néerlandais simple distance en 2017 aux 5 000 mètres
- Médaille d'or aux Championnats Néerlandais simple distance en 2016 aux 5 000 mètres
- Médaille d'or aux Championnats Néerlandais simple distance en 2015 aux 5 000 mètres
- Médaille d'argent aux Championnats Néerlandais simple distance en 2014 aux 5 000 mètres
- Médaille de bronze aux Championnats Néerlandais simple distance en 2007 aux 5 000 mètres
- Médaille d'or aux Championnats Néerlandais simple distance en 2006 aux 5 000 mètres
- Médaille de bronze aux Championnats Néerlandais simple distance en 2000 aux 5 000 mètres[1]